# محاصره نوار غزه

نقشه منطقه بحران‌زده

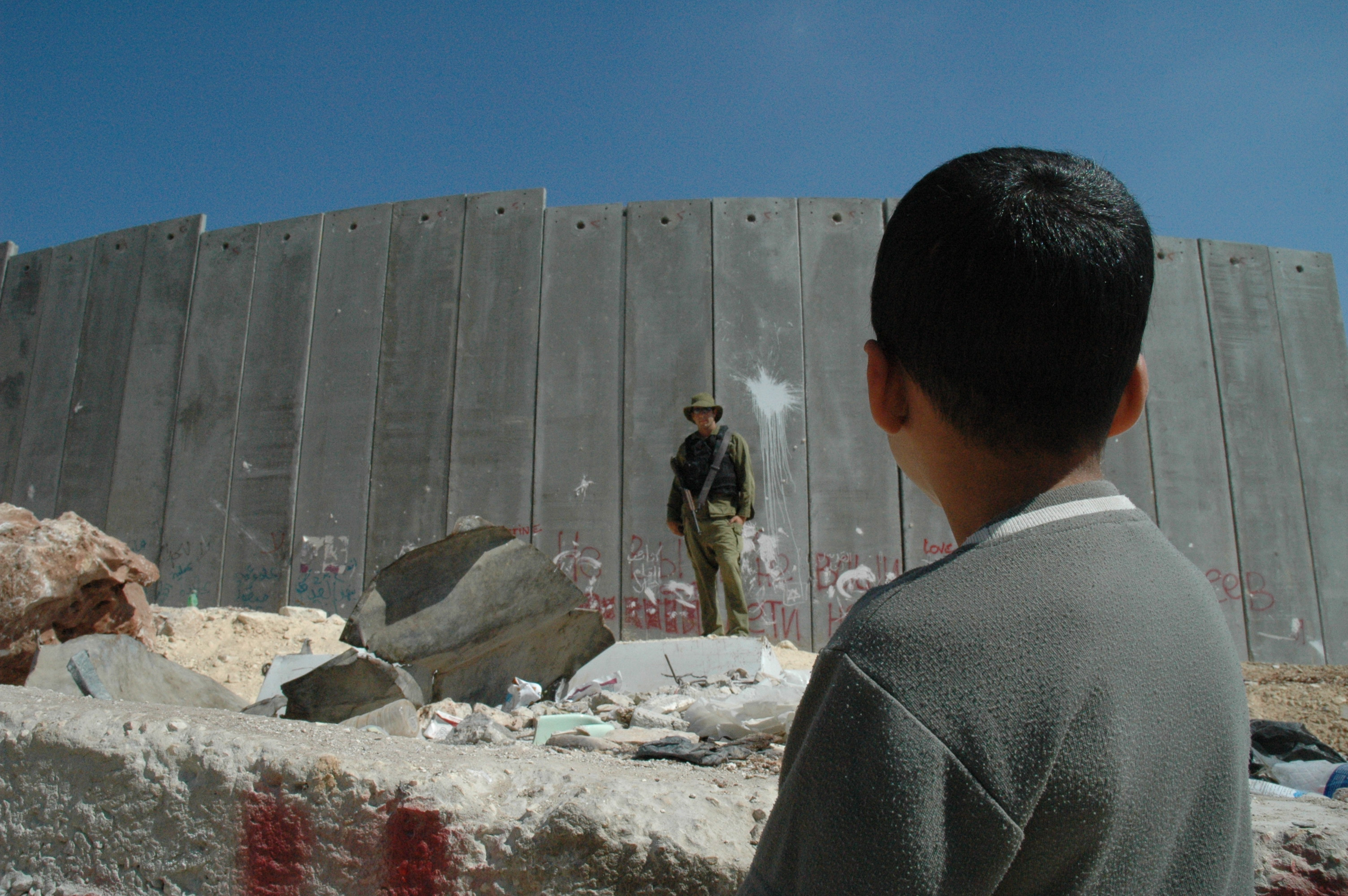

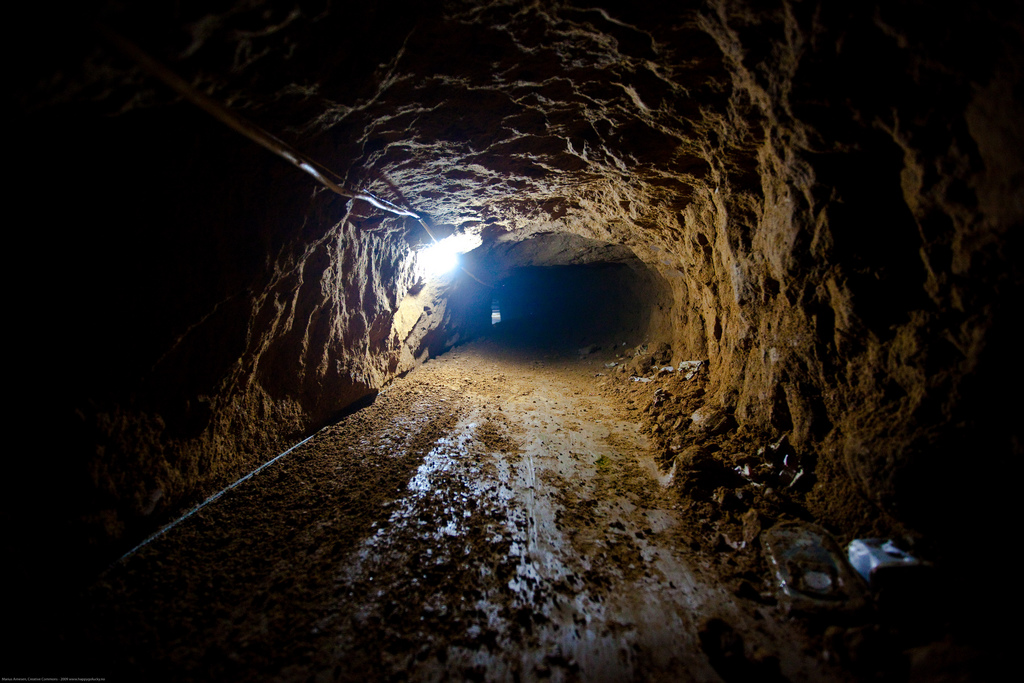
تونلهای زیرزمینی بین غزه و صحرای سینا اصلی‌ترین راه ارسال مهمات و تجهیزات جنگی به داخل نوار غزه می‌باشد.

محاصره نوار غزه، اشاره به مسدود کردن مرزهای نوار غزه از ژوئن ۲۰۰۷ توسط اسرائیل و مصر دارد که به هدف تحت فشار قرار دادن دولت حماس انجام شد.
محاصره غزه که از سال ۲۰۰۷ و در پی پیروزی حماس در درگیری مسلحانه فتح و حماس و شکست جنبش فتح و توافق امنیتی مصر و اسرائیل شروع شده بود. از زمان محاصره نوار غزه، مرزهای نوار غزه به روی سازمان‌های بین‌الملی امداد و خبرنگاران خارجی نیز بسته‌شد. جلوگیری از ورود خبرنگاران به باریکه غزه، اعتراض شدید سردبیران و رؤسای رسانه‌های بین‌المللی را علیه دولت اسرائیل برانگیخت. آن‌ها در نامه‌ای که روز ۲۰ نوامبر برای ایهود اولمرت، نخست‌وزیر اسرائیل ارسال داشتند، نوشتند: «ما به‌خاطر امتناع اسرائیل از اجازهٔ ورود به نوار غزه، بشدت نگران رسانه‌های بین‌المللی هستیم».
در سال ۲۰۰۸ درگیری‌های پراکنده میان اسرائیل و حماس در سال ۲۰۰۸ تشدید شد. براساس توافقنامه‌ای که در ۱۹ ژوئن ۲۰۰۸ میلادی بین اسرائیل و حماس و ۱۲ گروه شبه نظامی با میانجی‌گری کشور مصر به امضا رسیده بود، حماس و نیروهای دفاعی اسرائیل متعهد شده بودند تا از دست‌زدن به عملیات مسلحانه علیه خاک یکدیگر خودداری کنند. در این قرارداد در ابتدا چند روز آتش‌بس از سوی دوطرف در نظر گرفته شده‌است. در طول شش ماه بعد از قبول توافقنامه، حماس و اسرائیل بارها یکدیگر را به نقض قرارداد متهم کردند. از طرفی اسرائیل پرتاب راکت به سمت خاک خود را نقض آتش‌بس در نظر گرفته و از طرف دیگر حماس ادامه محاصره اقتصادی و سوختی غزه توسط اسرائیل را نقض آتش‌بس عنوان کرد. اسرائیل لغو محاصره غزه را از شرایط آتش‌بس ندانسته و لغو آن را به پایان حملات موشکی حماس منوط دانست. حماس نیز علت پرتاب راکت به سمت اسرائیل را محاصره اقتصادی غزه اعلام کرده بود. در ۲۴ ژانویه ۲۰۰۸ شورای حقوق بشر سازمان ملل از اسرائیل خواست در جهت کاهش تنش محاصره نوار غزه را پایان دهد. اسرائیل از ۵ نوامبر ۲۰۰۸ با بستن گذرگاه‌های باریکه غزه، ارتباط ۱ میلیون و ۵۰۰ هزار فلسطینی را با جهان خارج کاملاً قطع کرد. گزارشگر ویژه شورای حقوق بشر سازمان ملل، ریچارد فالک، ادامه محاصره غزه را جنایت علیه بشریت و مجازات جمعی مردم فلسطین خوانده و با بیان اینکه اسرائیل تنها هنگامی اجازه امدادرسانی داده که مردم غزه در آستانه قحطی آشکار بوده‌اند، به نقد از اسرائیل پرداخت.
در پاسخ، اسرائیل هدف از محاصره غزه را پرتاب راکت به مناطق مسکونی اسرائیل و جلوگیری از قاچاق اسلحه به غزه اعلام کرد. به گفته سخنگوی اهود اولمرت، بر اساس موافقتنامهٔ آتش‌بس، حماس نباید جنگ‌افزار وارد مناطق تحت کنترل خود کند ولی بگفته اسماعیل هنیه، رهبر حماس، اگر چه این درخواست در جریان مذاکرات آتش‌بس از طرف اسرائیل مطرح شده بود، ولی حماس آن را نپذیرفته‌است.
اسرائیل به علت کنترل نوار غزه توسط حماس، عنوان «سرزمین دشمن» بر این منطقه گذاشت و اعلام کرد که تحویل گازوئیل و بنزین به غزه را به میزان ۱۵ درصد کاهش خواهد داد ولی تحویل سوخت به نیرو گاه‌ها کاهش نخواهد یافت. اسرائیل استدلال می‌کرد که با تحت کنترل دشمن اعلام شدن غزه، اسرائیل دیگر مجبور نیست از قوانین بین‌المللی ناظر به اداره مناطق اشغالی تبعیت کرده و خدمات عمومی مورد نیاز ساکنان غیرنظامی منطقه را تأمین کند. امّا مدتی بعد ارسال سوخت مصرفی را به‌طور کامل قطع کرد. بعد از این مرحله نوبت به قطع کامل سوخت تنها نیروگاه برق غزه رسید. از زمانی که سوخت تنها نیروگاه برق نوار غزه به پایان رسید، برق این ناحیه هر روز چندین ساعت قطع می‌شد. اسرائیل دلیل چنین اقدامی را تلاش برای متوقف کردن پرتاب موشک از سوی حماس به سوی اسرائیل اعلام کرد.
دفتر هماهنگی کمک‌های انسانی سازمان ملل متحد در غزه گزارش داد که نیمی از دستگاه‌های بیمارستان شفای غزه در سال۲۰۰۸ به خاطر فقدان انرژی و قطعات یدکی از کار افتاده بود. به گزارش نهاد امدادی اوکسفوم، تأمین آب آشامیدنی هم با اشکال روبرو شده و به علت عدم دسترسی به کلر، تصفیه آن از نیمه دسامبر غیرممکن بود. در این شرایط دشوار، اسرائیل در ماه نوامبر۲۰۰۸ تنها ۴ بار گذرگاه‌های غزه را برای عبور ۱۴۰ کامیون حامل کمک‌های انسانی باز کرد. به گزارش اکسفوم، این تنها ۸ درصد از کمک‌های ارسالی جامعه جهانی برای مردم فلسطین بود.

## پیامدهای اقتصادی محاصره
پس از ایجاد محاصره غزه، میزان بیکاری اوج گرفته، دادوستد مختل شده، و قیمت بسیاری از کالاها سه یا چهار برابر شده و تنها راه تأمین غذا و مایحتاج مردم کمک‌های بشر دوستانه سایر ملل بود. قاچاق کالاهایی همچون سیگار، لباس، شکلات، سوخت و دارو از مصر به نوار غزه سود فراوانی را نصیب قاچاقچیان کرده‌است.

## تلاش‌های جهانی برای در هم شکستن محاصره نوار غزه
- اولین اقدام بین‌الملی جهت شکستن محاصره نوار غزه را می‌توان به اقدام یک کشتی لیبیایی به نام المروه منتسب دانست که در تاریخ ۱ دسامبر ۲۰۰۸ سعی کرد با شکستن محاصره، محموله کمک‌رسانی خود را به دست ساکنان برساند که با تهدید و یورش ناوگان دریایی اسرائیل مجبور به بازگشت شد.[۲۲]
- در خلال جنگ ۳۳ روزه و در تاریخ ۳۰ نوامبر ۲۰۰۸، کشتی کوچک دیگنتی (به انگلیسی: Dignite) که حامل کمک‌های پزشکی بود و از قبرس راهی غزه شده بود، اجازه حضور نیافت و به نقل از رادیو اسرائیل به تیراندازی پراکنده به بدنه کشتی، مجبور به بازگشت شد.
- در طی مه و ژوئن ۲۰۱۰ یک ناوگان بزرگ دریایی حامل کمک‌های بشردوستانه تحت عنوان ناوگان آزادی (وابسته به جنبش غزه آزاد) سعی کرد محموله کمک‌های خود را که حمل بر ۶ کشتی بود و ۶۶۳ فعال حامی فلسطینیان از ۳۷ کشور آن را مشایعت می‌کردند، به باریکه غزه برساند که با حمله نیروهای دریایی اسرائیل به این کشتی‌ها موفق به این کار نشد.[۲۳][۲۴] در طی این حمله حداقل ۹ نفر از مسافران کشته شدند.[۲۵] بنابر رأی شورای حقوق بشر سازمان ملل متحد، ارتش اسرائیل قوانین بین‌المللی را در طی این حمله نقض کرده‌است و پیگرد قانونی علیه اسرائیل را برای کشتار تعمدی و بروز میزان غیرقابل قبول وحشیگری ممکن دانسته‌است.[۲۶]
- در ۶ ژوئن ۲۰۱۰ میلادی کشتی راشل کوری که از ایرلند اقدام به حرکت کرده بود و یکی از کشتی‌های ناوگان آزادی بود که به دلیل بعد مسافت از پیوستن به کاروان امداد رسانی جا مانده بود.[۲۷]

سرنشینان این کشتی که ۱۵ نفر از فعالان ایرلندی و مالزیایی بودند قصد داشتند محموله ۱٫۲ تنی کمکهای انساندوستانه را به مردم نوار غزه برسانند. در میان سرنشینان این کشتی یک برنده جایزه صلح نوبل و یک نماینده بلندپایهٔ سابق سازمان ملل متحد نیز حضور دارند. بنیامین نتانیاهو تهدید کرده بود که نه به این کشتی و نه به هیچ کشتی دیگری اجازه نخواهد داد که به سواحل غزه نزدیک شوند. وی مدعی شده بود که به محض مشاهده این کشتی آن را توقیف خواهند کرد و به بندر اشدود انتقال داده و محموله آن را تخلیه خواهند کرد.
نیروهای اسرائیلی این کشتی را در نزدیکی آب‌های منطقه‌ای نوار غزه توقیف کردند. تصرف مستقیم کشتی زمانی انجام شد که این کشتی به هشدارهای نیروهای اسرائیلی مبنی بر تغییر مسیر توجهی نشان ندادند و به راه خود ادامه دادند. عضو کمیته اروپایی شکستن محاصره غزه در این‌باره به الجزیره گفته بود که تمامی ما بر نادیده گرفتن هشدارهای تهدیدآمیز اسرائیلی‌ها اتفاق نظر داریم و این واضح است که کشتی ایرلندی به‌طور حتم تصمیم دارد راه خود را به سوی غزه ادامه دهد. نیروهای دفاعی اسرائیل بعد از تصرف کشتی، آن را به بندر اشدود منتقل کردند. سخنگوی ارتش اسرائیل مدعی است در طی ورود کماندوهای اسرائیلی به کشتی هیچ‌یک از سرنشینان آن آسیبی ندیدند.
در واکنش به این حمله احمد یوسف، رئیس کمیته دولتی مبارزه با محاصره غزه در دولت حماس و عضو این جنبش، در گفتگو با خبرگزاری فرانسه اظهار داشت:ممانعت اشغالگران از ورود کشتی راشل کوری جنایت دیگری است که اسرائیل کمتر از یک هفته آن را مرتکب شده‌است. ما خواهان فشارهای بین‌المللی برای توقف دزدی دریایی اسرائیل هستیم. در مقابل این دزدی دریایی نمی‌توان سکوت کرد.
- کاروان آزادی مصر نیز با هدف شکستن تحریم نوار غزه صبح ۷ ژوئن ۲۰۱۰ از مقر فراکسیون اخوان المسلمین مصر به سمت نوار غزه راهی شد. ۱۰ تن از نمایندگان فراکسیون پارلمانی اخوان المسلمین در این کاروان آزادی که متشکل از نمایندگان این کشور است، مشارکت کردند. شرکتکنندگان در این کاروان محموله آن را تنها شامل مصالح ساختمانی نظیر آهن و سیمان معرفی کردند.[۳۶] با اینحال سرویس‌های امنیتی مصر تنها اجازهٔ خروج به نمایندگان پارلمان مصر را دادند و کاروان حامل مصالح ساختمانی را مصادره کردند و آن‌ها را در یک ساختمان استانداری واقع در شمال صحرای سینا نگه داشتند. پس از ورود اعضای پارلمان مصر به نوار غزه، گروهی از نمایندگان شورای قانونگذاری فلسطین از آن‌ها استقبال کردند.[۳۷]
- کشتی لبنانی مریم که قرار بود در تاریخ ۲۲ اوت ۲۰۱۰ از بندر طرابلس لبنان به قبرس رفته و از آنجا عازم نوار غزه شود و محموله‌ای شامل کمک‌های انسانی را به مردم در محاصره برساند، با هشدار اسرائیل و سپس مخالفت قبرس، از این کار امتناع کرد.[۳۸] این کشتی حامل ۱۲۰ زن از ملیت‌های لبنانی، اروپایی و آمریکایی بوده‌است. همراه این کشتی محموله‌ای از کمک‌های غذایی و دارویی بالاخص داروی ویژه بیماران سرطانی بود.[۳۹]
- کاروان امداد رسانی مردم سوریه حامل ۶۵۰ تن مواد غذایی، پوشاک و ادوات و داروهای پزشکی در روز ۱۸ سپتامبر از بندر طرطوس سوریه راهی غزه شد.[۴۰] این کشتی ۲ روز بعد وارد بندر عریش مصر شد. بنابر برنامه‌ریزی انجام شده می‌بایست محموله این کشتی از طریق ۳ گذرگاه رفح، العوجه و کرم ابوسالم وارد غزه شود.[۴۱]
- یک گروه ۹ نفره از یهودیان اروپا و بازماندگان هلوکاست[۴۲][۴۳] در روز ۳۱ سپتامبر ۲۰۱۰ اقدام به حرکت یک کشتی از بندر فاماگوستا قبرس به سوی نوار غزه و برای کمک به مردم تحت محاصره کردند. این کشتی که از نوع بادبانی بود و پرچم انگلیس را برافراشته بود حامل کمک‌هایی شامل اسباب بازی، ادوات موسیقی، کتاب، دارو و … بود.[۴۴] به نقل از خبرگزاری آسوشیتدپرس، نیروی دریایی اسرائیل در روز ۱ اکتبر این کشتی را در ۴۰ کیلومتری ساحل غزه ربودند و به بندر اشدود منتقل کردند.[۴۵]
- پنجمین کاروان آزادی غزه موسوم به شریان زندگی در تاریخ ۱۸ سپتامبر به سرپرستی جرج گالووی از لندن حرکت خود را آغاز کرد. این کاروان شامل ۴۵ کامیون حاوی مواد غذایی، دارویی و آموزشی بود. این کاروان از طریق خاک کشورهای فرانسه، ایتالیا، یونان و ترکیه خود را به سوریه رساند. این کاروان می‌بایست به دو کاروان آسیایی و آفریقایی دیگر در بندر لاذقیه ملحق شود و همگی به سوی بندر العریش مصر حرکت کنند. در شاخه اروپایی این کاروان فعالانی از ۲۰ کشور جهان حضور دارند.[۴۶][۴۷] سازمان‌دهندگان این کاروان می‌خواهند محل حمله اسرائیل به کشتی مرمره را گل‌باران کنند و سپس به راه خود ادامه داده و کمک‌های انسانی و مبالغ پولی را که برای ساخت مسجد و یتیم خانه‌ای که اسرائیلی‌ها آن را در بیت حانون ویران کردند، به همراه دارند؛ اهدا کنند.[۴۸]

این کاروان در ۳۰ مهر ۱۳۸۹ وارد باریکه غزه شد. این در حالی‌است که دولت به مصر به برخی اعضای این کاروان از جمله جورج گالوی اجازه ورود به غزه را نداد. در نهایت ۳۴۰ عضو این کاروان به همراه ۱۲۷ کامیون تجهیزات امدادرسانی، موفق به ورو به نوار غزه شدند.

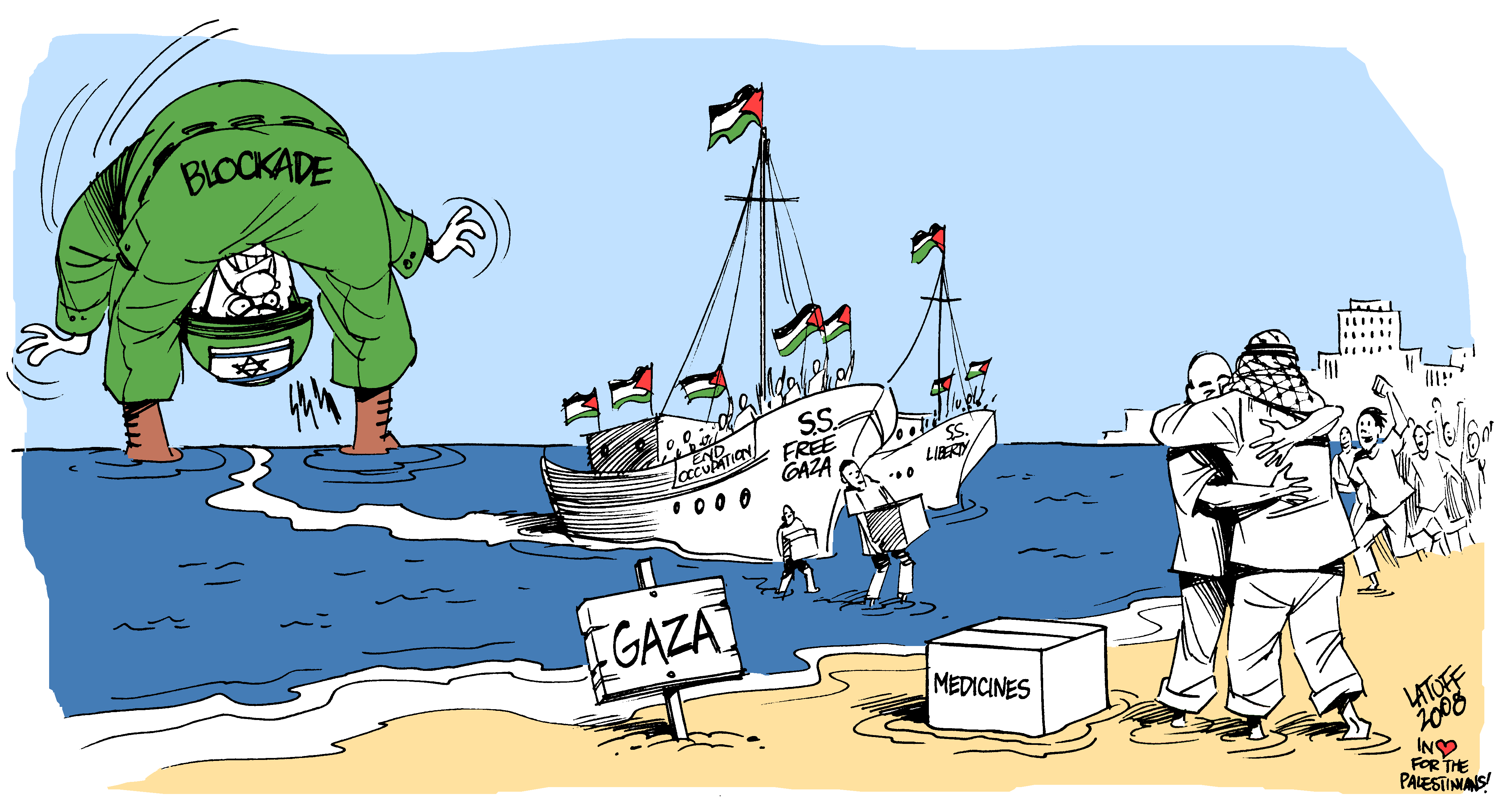

- پس از آنکه انجمن ایرانی اتحادیه بین‌المللی امت واحده تصمیم گرفت کاروانی امداد رسانی زمینی مستقل از کشورهای اروپایی را عازم نوار غزه کند، اینکار با استقبال یکی از انجمن‌های بشردوستانه هندوستان روبرو شد و آن‌ها در تماسی با دفتر مرکزی اتحادیه در تهران، اعلام آمادگی خود را برای پیوستن به این جنبش اعلام نمودند. بدین ترتیب توافق شد که کاروان زمینی در تاریخ ۲ دسامبر ۲۰۱۰ حرکت خود را از دهلی نو به سمت پاکستان آغاز کند.[۵۰] این کاروان که «همبستگی آسیایی با مردم فلسطین»[۵۱] یا «کاروان آسیایی غزه»[۵۲] نام دارد، تصمیم داشت پس از هند و پاکستان، از ایران، ترکیه و سوریه بگذرد و از طریق گذرگاه رفح به نوار غزه وارد شود. با اینحال دولت هند مانع از خروج اعضای این کاروان در تاریخ ۴ دسامبر از این کشور شد.[۵۳] اعضای کاروان به نشانه اعتراض به ممانعت دولت هند، تصمیم به تحسن در دهلی نو گرفتند که درست زمانی که این جمعیت در راه بازگشت به پایتخت بود، دولت اجازه خروج کاروان را صادر کرد. اما به دلیل تأخیر در برنامه حرکت، کاروان تصمیم به پرواز مستقیم به ایران جهت جبران زمان از دست رفته گرفت.[۵۴] بنابراین این گروه ده‌ها نفری در تاریخ ۱۷ آذر ۱۳۸۹ از مرز هوایی به ایران وارد شد و هواپیما در زاهدان فرود آمد.[۵۵] ۱۲۵ نهاد مردم نهاد از ۱۳ کشور دنیا حمایت خود را از این کاروان اعلام کردند.[۵۶] این کاروان با ورود به هر شهری در مسیر حرکت خود، با برپایی جلسات و همایش‌هایی اقدام به جلب کمک‌های مردمی نماید.[۵۷] ۲۰۰ تن از نمایندگان مجلس شورای اسلامی با انتشار بیانیه‌ای اعلام کردند که بخشی از حقوق خود را جهت کمک به مردم غزه به این کاروان اعطا می‌کنند.[۵۸] این کاروان در حین عبور از ایران از شهرهای زاهدان، کرمان، اصفهان، قم، تهران و تبریز عبور کرد.[۵۹] و همچنین ملاقاتی با آیت‌الله مکارم شیرازی داشتند.[۶۰] اعضای این کاروان با ورود به کشورهای ترکیه، سوریه، لبنان و مصر هم با استقبال از جانب مردم روبرو شدند.

این کاروان در نهایت در تاریخ ۳ ژانویه ۲۰۱۱ توانست به نوار غزه وارد شود. دولت مصر به اعضای ایرانی این کاروان اجازه ورود به غزه را نداد. این اقدام با انتقاد دولت و دانشجویان ایرانی مواجه شد. اعضای این کاروان در حدود ۱۰۰ تن بودند و حدود یک میلیون دلار انواع کمک‌های بشردوستانه برای مردم غزه به همراه داشتند.

## پایان یافتن محاصره (۲۰۱۱)
پس از انقلاب ۲۰۱۱ مصر و سقوط حکومت حسنی مبارک که همپیمان و متحد اسرائیل به شما می‌رفت، سیاستمداران جدید مصر از لزوم پایان یافتن محاصره نوار غزه و بازگشایی گذرگاه رفح سخن گفتند.

## پیامد محاصره بر زندگی مردم
در کمیته حقیقت‌یاب شورای حقوق بشر به ریاست ریچارد گلدستون در فصل پنجم گزارش خود به تأثیرات این محاصره اقتصادی بر زندگی مردم غزه پرداخته است. به نظر این کمیته، محاصره غزه موجب آسیب شدید به اقتصاد غزه به ویژه در بخش صنعت و کشاورزی شد و تأثیرات جنگ بر وضعیت معیشت ساکنان غزه را شدت بخشیده است. در این گزارش، اسرائیل مسئول تأمین امکان واردات مواد غذایی، لوازم پزشکی و دیگر کالاهای ضروری به منطقه غزه دانسته شده که به رغم این مسئولیت، از نظر کمیته، اسرائیل این تعهدات را نقض کرده است. همچنین مجازات دسته جمعی ساکنان غزه توسط اسرائیل، مصداق جنایت علیه بشریت ارزیابی شد. صندوق کودکان ملل متحد (UNICEF) در گزارشی در جولای ۲۰۲۲ به مناسبت پانزدهمین سال محاصره غزه یادآور شد که به طور عمده به دلیل محاصره، فقر، نرخ بالای بیکاری و سایر عوامل، نزدیک به ۸۰ درصد مردم غزه اکنون به کمک‌های بشردوستانه متکی هستند. بیش از نیمی از جمعیت غزه در فقر زندگی می‌کنند.
علاوه بر فقر، نزدیک به ۸۰ درصد از جوانان غزه بیکار هستند و بیش از یک و نیم میلیون نفر از جمعیت دو میلیونی این باریکه به کمک‌های بشردوستانه برای ارائه غذا، آب، بهداشت و خدمات بهداشتی نیاز دارند. آژانس امداد و کار سازمان ملل (UNRWA) اعلام کرد که برای برنامه غذایی اضطراری خود برای آوارگان فلسطینی به ۷۲ میلیون دلار اضافی نیاز دارد تا نیازهای غذایی ۱.۱ میلیون پناهنده فلسطینی را برآورده کند. برنامه جهانی غذا نیز اعلام کرد که ۳۵ میلیون دلار برای جبران افزایش قیمت کالاها نیاز دارد. این فاجعه در حالی است که قطعنامه ۱۸۶۰ شورای امنیت سازمان ملل در سال ۲۰۰۹ بر لزوم تضمین جریان مداوم و منظم کالاها و مردم از طریق گذرگاه‌های غزه تاکید کرده است. این گزارش همچنین اشاره نمود که با هدف نهایی لغو کامل بسته‌های اسرائیل، مطابق با قطعنامه ۱۸۶۰ شورای امنیت باید اقدامات بیشتری برای کاهش وضعیت انسانی انجام شود و تلاش‌ها برای تشویق همه جناح‌های سیاسی فلسطینی به سوی اجماع سیاسی و قرار دادن غزه و کرانه باختری اشغالی تحت یک مرجع مشروع و دموکراتیک فلسطین ادامه یابد.

## واکنش ها
نماینده روسیه در سازمان ملل پس از سفر به نوار غزه در توصیف شرایط این باریکه اعلام کرد محاصره کنونی مردم غزه بسیار شبیه محاصره شهر لنینگراد روسیه در جنگ جهانی دوم است که ۹۰۰ روز طول کشید. وی افزود: من به تازگی از سفر برخی از اعضای شورای امنیت سازمان ملل به گذرگاه رفح بازگشتم، سفری که توسط امارات و مصر سازماندهی شده بود.وی همچنین بیان داشت که این سفر به ما این فرصت را داد تا بهتر بفهمیم چه اتفاقی در حال رخ دادن است. وی افزود: نوار غزه از یک فاجعه انسانی وحشتناک رنج می برد. اعضای شورای امنیت که از این گذرگاه بازدید کردند تنها یک چیز را از همه طرف‌های گفتگو شنیدند و آن این است که این کشتار باید متوقف شود.